# Religion en Grèce
L'Église de Grèce (Église orthodoxe de Grèce) est une institution très populaire en Grèce, qui représente environ 80 % à 90% de la population, estimée en 2018 à 10 761 523 hab., diaspora grecque non comprise. Dans une contrée parmi les toutes premières à être évangélisée et christianisée — l'apôtre Paul de Tarse vient y prêcher dès les années 40 du Ier siècle — sa popularité est en majeure partie due à l'importance de l'Empire byzantin dans l'histoire du pays, mais aussi à son rôle lors de la Guerre d'indépendance grecque. Son rôle dans la société et dans la culture grecque en général est très important. La majeure partie des Grecs se rendent à l'église au moins une fois par mois, et la fête de Pâques (orthodoxe) revêt une importance particulière. Les églises grecques parsèment les villes et les villages de Grèce et sont d'une grande variété de styles, des vieilles églises byzantines aux églises plus modernes.

## Histoire

### Christianisme
- 93 % de la population se revendiquerait d'inspiration chrétienne.

### Orthodoxie
L’Église de Grèce (1833) est une juridiction autocéphale canonique de l'Église orthodoxe.
- Organisation de l'Église orthodoxe en Grèce
- Saint-Synode de l'Église de Grèce
- Du Patriarcat œcuménique de Constantinople dépendent les Nouvelles Terres (1913), dont
  - Communauté monastique du mont Athos
  - Église de Crète, juridiction semi-autonome
  - Exarchat patriarcal de Patmos

### Catholicisme
L'Église catholique romaine en Grèce, de rite latin, regroupe la très grande majorité des 200 000 catholiques grecs.
L'Église catholique byzantine grecque regrouperait 6 000 fidèles.

### Judaïsme
La communauté juive en Grèce concerne en 2020 environ 5 500 personnes.
- Histoire des Juifs en Grèce depuis au moins le VIe siècle av. J.-C.
- Judaïsme hellénistique, Romaniotes (11 000 en Grèce seule)
- Histoire des Juifs à Salonique, Cimetière juif de Salonique, Mémorial de l'ancien cimetière juif de Salonique, Musée juif de Thessalonique
- Rhodes, La Juderia, Musée juif de Rhodes
- Shoah en Grèce, Musée de l'holocauste en Grèce

### Islam
L'Islam en Grèce concerne en 2010 environ 527 000 pratiquants, autochtones (Turcs, Pomaks et Grecs) et immigrés (Albanie, Proche-Orient, Pakistan/Bangladesh/Inde), soit moins de 5% de la population.
L'islam se répand en Grèce dès 1071, et se développe au temps de la Grèce ottomane (1200-1830), et plus globalement de l'Empire ottoman, pendant lequel les minorités grecques représentent une importante diaspora, et où les minorités turques se répandent : pachalik de l'Archipel, pachalik de Roumélie, liste de mosquées en Grèce, tekke Hassan-Baba.
La brève République de Tamrach (1878–1886) marque une tentative de séparatisme (en partie de la minorité Pomak) en Roumélie orientale (Rhodopes, actuelle Bulgarie).

### Religion hellénique ethnique
Vers 2020, selon les estimations du Conseil suprême des Hellènes Nationaux, plus de 2 000 Grecs pratiqueraient la religion hellénique ethnique tentant de renouer dans la mesure du possible avec la religion de la Grèce antique et ses pratiques, et environ 100 000 manifesteraient « un certain intérêt » pour elle.

## Repères 2020
- Religion en Grèce (rubriques)[3]
- Christianisme en Grèce (90-95 %), Christianisme en Grèce (rubriques)
  - Orthodoxie (9 000 000, 90 %) Église orthodoxe en Grèce (rubriques), Organisation de l'Église orthodoxe en Grèce
    - Église de Grèce
    - Orthodoxes vieux-calendaristes
    - République monastique du Mont-Athos

  - Catholicisme (200 000, 1%), Catholicisme en Grèce (rubriques)
    - Église catholique byzantine grecque (Église grecque-catholique hellène) (6 000)
    - Archidiocèse de Rhodes

  - Église apostolique arménienne, principalement à partir de 1920 pour les Arméniens en Grèce (en) rescapés du génocide
  - Protestantisme (2-3 %) Églises protestantes en Grèce
    - International Church of the Foursquare Gospel, dénomination chrétienne évangélique pentecôtiste
    - Adventistes, Apostoliques, Évangélistes, Pentecôtistes…
    - Témoins de Jéhovah, Mormons…
- Autres spiritualités
  - Islam en Grèce (527 000 en 2010 ?, 4,7 %), Musulmans de Grèce (en), Turcs du Dodécanèse
  - Judaïsme en Grèce (7 500), Histoire des Juifs en Grèce, Romaniotes
  - Hindouisme en Grèce (en) (20 000 adeptes en 2012)
  - Sikkhisme en Grèce (en) (20 000 Sikhs vers 2010)
  - Bahaïsme (600 vers 2010)
  - Scientologie
  - Néopaganisme hellénique, Néopaganisme, Congrès européen des religions ethniques